# Grote molenaar
De grote molenaar (Clitopilus prunulus) is een schimmel behorend tot de familie Entolomataceae. Het is een eetbare basidiomyceet-paddenstoel met roze sporen die voorkomt in graslanden in Europa en Noord-Amerika.

## Kenmerken

### Uiterlijke kenmerken
Hoed
De vruchtlichamen van de grote molenaar verschijnen afzonderlijk of in kleine groepen. Ze hebben een dikvlezige hoed van 3 tot 9, zelden tot 12 cm breed. De vorm is aanvankelijk halfbolvormig en wordt geleidelijk vlakker tot een (deels trechtervormige) verdiepte vorm die naar de rolrand toe golvend is en meestal een brede bult heeft. Het witte tot lichtgrijsbeige of geelachtige crèmekleurige oppervlak is, tenminste als het droog is, fluwelig mat en fijn gematteerd en kleverig of vettig als het nat is.
Lamellen
De lamellen zijn dicht opeengepakt, smal, merkbaar zacht, langs de steel naar beneden buigend, wit als ze jong zijn en later door het rozebruine sporenpoeder navenant roze als de sporen rijp zijn.
Steel
De steel wordt 2 tot 6 cm lang en is 5 tot 15 mm dik. Hij is vaak excentrisch aan de hoed bevestigd, is vol vlees en heeft witachtige vezels.
Geur en smaak
Het vlees is relatief zacht. Het ruikt en smaakt typisch meel- of komkommerachtig.

### Microscopische kenmerken
De sporen vertonen de lengtestrepen die typerend zijn voor het geslacht. De sporen zijn amandelvormig tot ellipsvormig 10,5 – 12,5 × 5,5 – 6,5 µm groot en zijn in de lengterichting 6 tot 8 keer geribd. De viersporige basidia zijn 25 – 47 × 7 – 12 µm groot. De hoedhuid is een cutis of ixocutis die bestaat uit 3 tot 7 µm dikke cilindrische hyfen.

## Ecologie
Deze leeft in typisch rijke bodems, voornamelijk in bossen en parken, en draagt vruchten van juli tot november. Het voorkomen ervan in ecologisch zeer diverse habitats brengt weinig speciale eisen met zich mee.

## Verspreiding
In Nederland komt de grote molenaar algemeen voor.

## Foto's

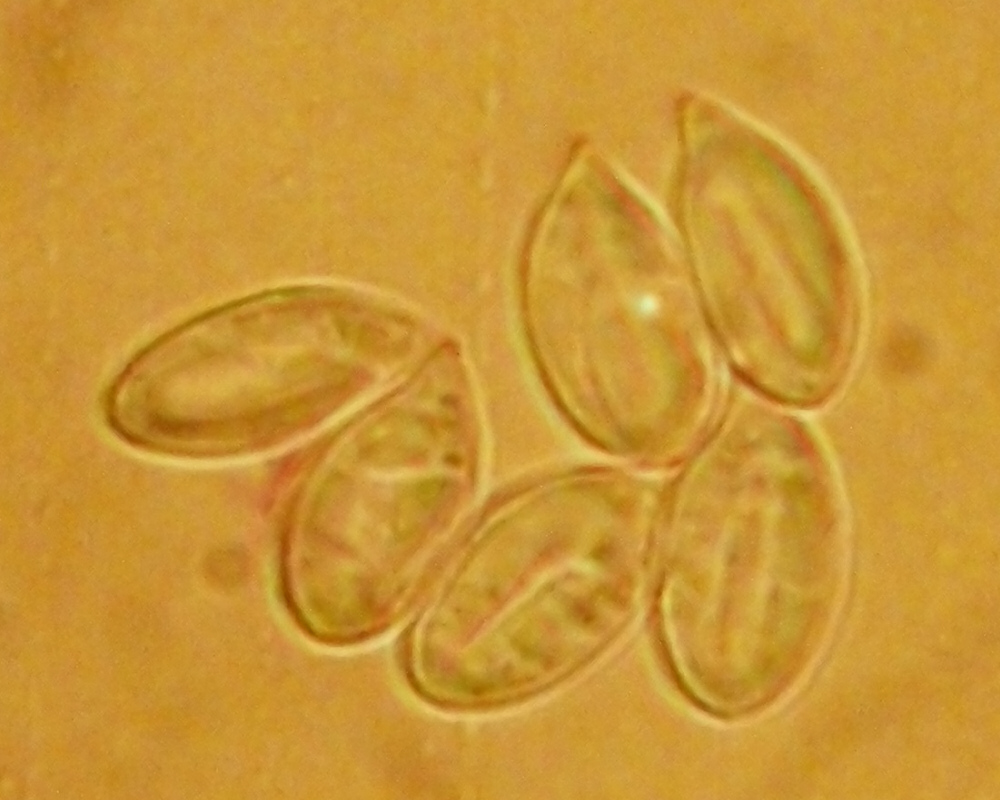
Sporen